# Stäfa
Stäfa è un comune svizzero di 14 291 abitanti del Canton Zurigo, nel distretto di Meilen; ha lo status di città.

## Geografia fisica
Stäfa si affaccia sul Lago di Zurigo.

## Monumenti e luoghi d'interesse

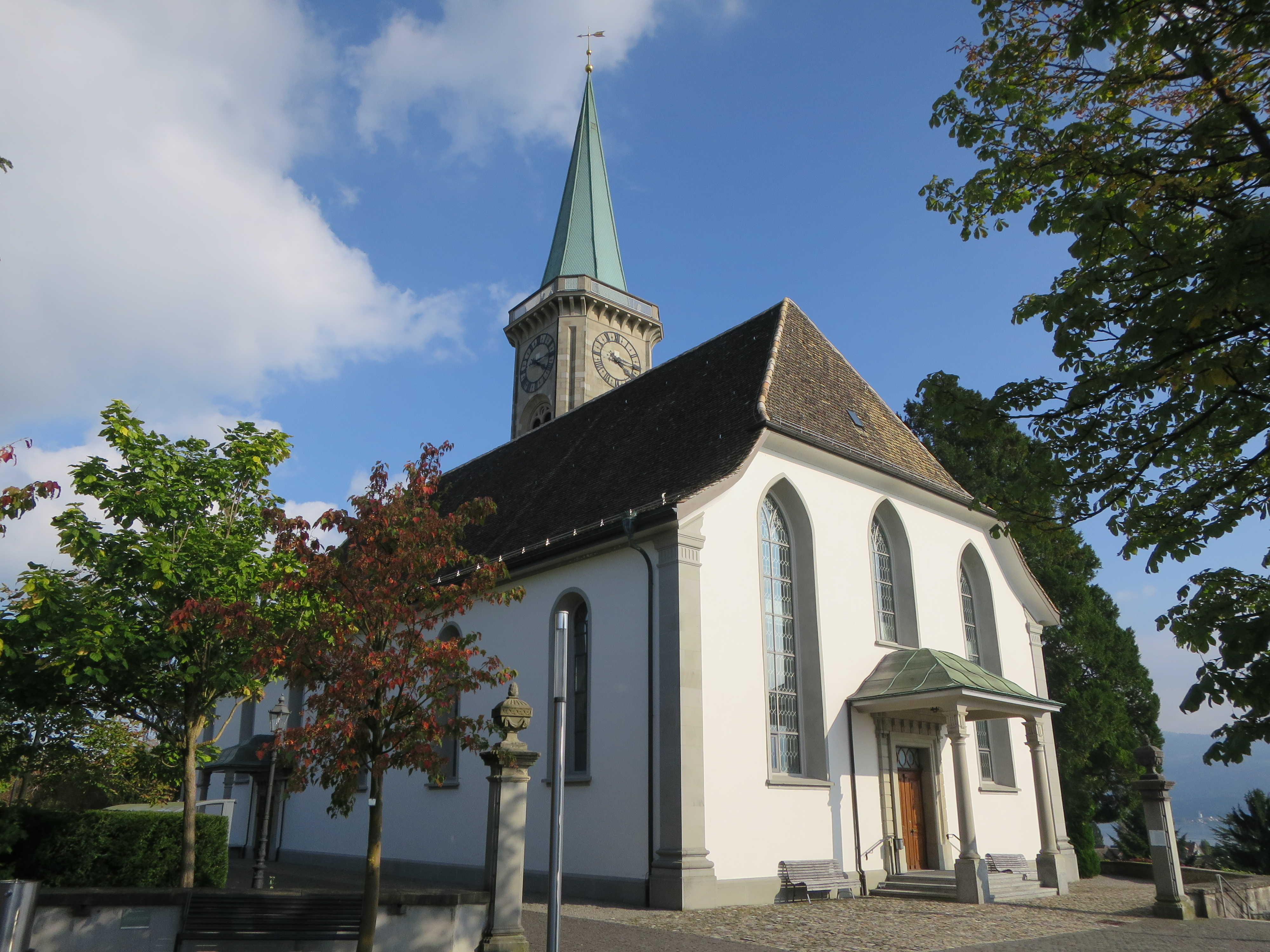
La chiesa riformata

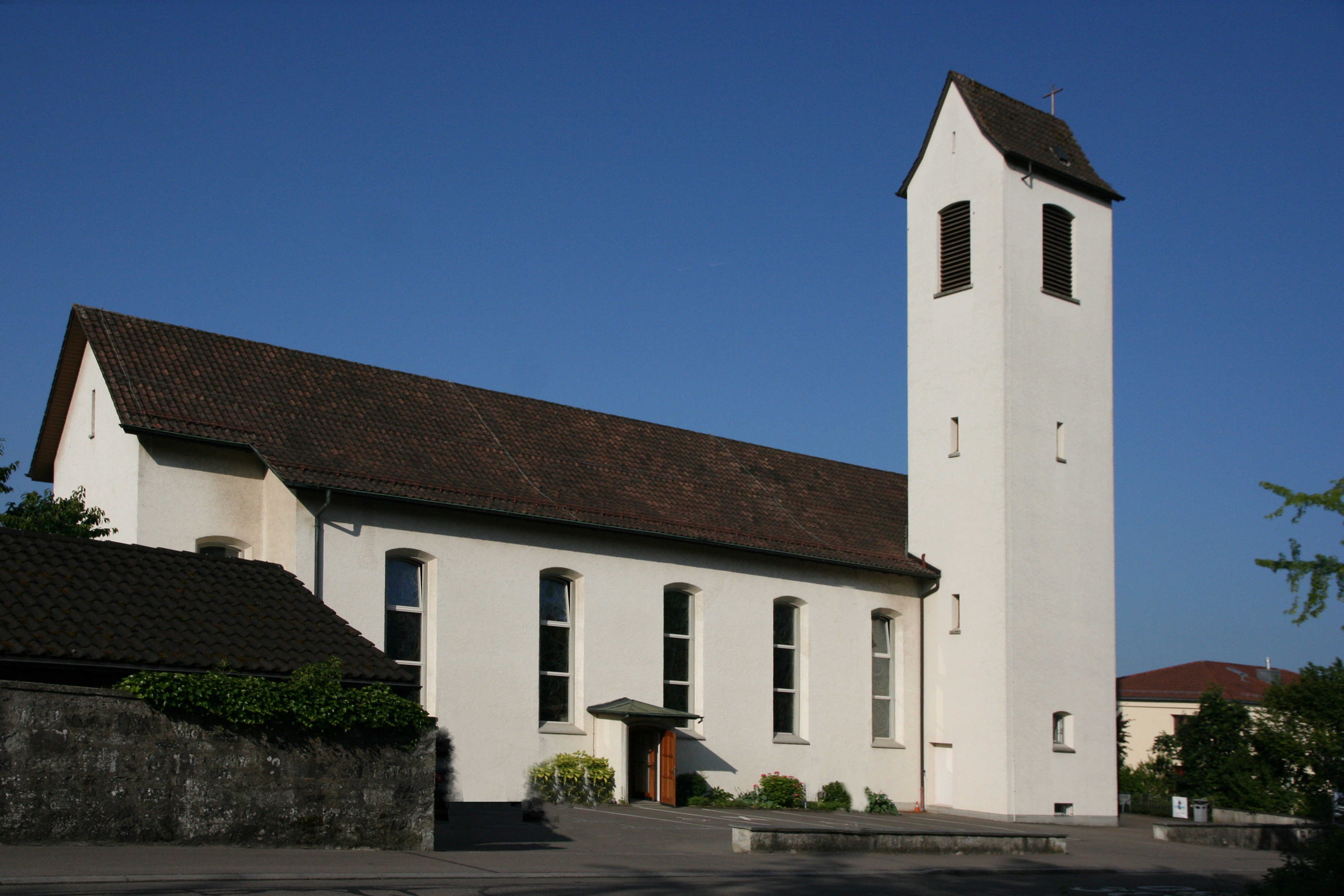
La chiesa di Santa Verena

- Chiesa riformata (già di Santa Verena), eretta nel 930-958 e ricostruita nel 1689 e nel 1788[1];
- Chiesa cattolica di Santa Verena, eretta nel 1948[1].

## Società

### Evoluzione demografica
L'evoluzione demografica è riportata nella seguente tabella:
Abitanti censiti

## Geografia antropica

### Frazioni
- Kehlhof
- Oberhusen
- Ötikon
- Redlikon
- Uelikon
- Uerikon

## Infrastrutture e trasporti

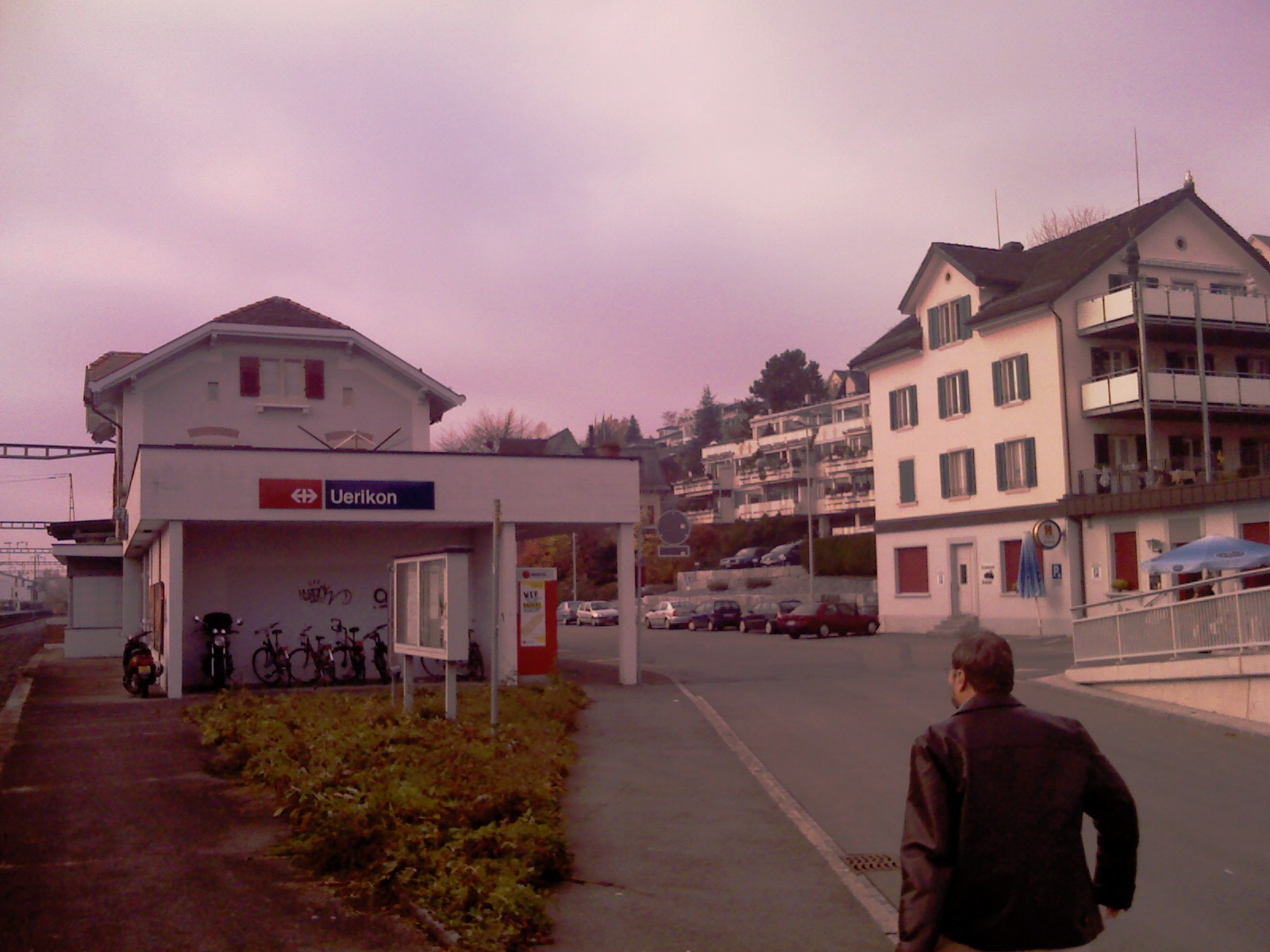
La stazione di Uerikon

Stäfa è servito dall'omonima stazione e da quella di Uerikon sulla Rechtsufrige Zürichseebahn (linea S7 della rete celere di Zurigo).

## Amministrazione
Ogni famiglia originaria del luogo fa parte del cosiddetto comune patriziale e ha la responsabilità della manutenzione di ogni bene ricadente all'interno dei confini del comune.